# Herbert Schade (Leichtathlet)

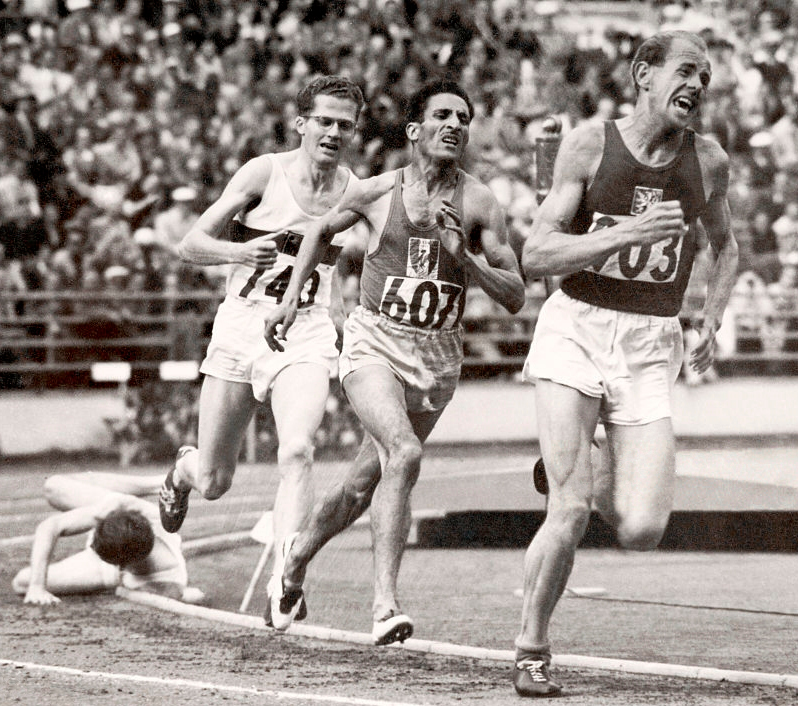
Schade (Dritter von rechts) beim 5000-Meter-Lauf bei den Olympischen Spielen 1952 in Helsinki.

Herbert Schade (* 26. Mai 1922 in Solingen; † 1. März 1994 ebenda) war ein deutscher Leichtathlet und Olympiamedaillengewinner, der in den 1950er Jahren zur Weltspitze im Langstreckenlauf gehörte.
Herbert Schade war schon als Jugendlicher ein begeisterter Läufer, begünstigt durch seine Gewohnheit, als Bäckerlehrling die Brötchen laufend auszutragen. Der Krieg unterbrach seine sportliche Entwicklung, 1947 begann er von neuem mit dem Training. 1948 wurde er erstmals deutscher Meister im 5000-Meter-Lauf (15:10,48 min). Insgesamt errang Schade acht deutsche Meistertitel und drei Vizemeisterschaften auf den beiden Langstreckendistanzen über 5000 und 10.000 Meter sowie dem Waldlauf. Am 10. August 1951 lief er in Stockholm als erster Deutscher die 10.000 Meter unter einer halben Stunde (29:55,4 min). Er schloss sich der Laufschule Arthur Lamberts an, der seinen Athleten – wie früher in der Wittenberger Laufschule – ein sehr umfangreiches Training abverlangte (Lambert: Laufen lernt man nur durch Laufen.).
Herbert Schades größter Erfolg war der Gewinn der Bronzemedaille im 5000-Meter-Lauf bei den Olympischen Spielen 1952 in Helsinki. Mit dem Sieger dieses Rennens, Emil Zátopek, verband ihn später eine lebenslange Freundschaft. 1956 startete er in der gemeinsamen deutschen Mannschaft bei den Olympischen Spielen in Melbourne und wurde Zwölfter im 5000-Meter-Lauf und Neunter im 10.000-Meter-Lauf. Für diese Leistung erhielt er am 27. Oktober 1952 das Silberne Lorbeerblatt.
1955 erhielt Schade den vom Deutschen Leichtathletik-Verband (DLV) vergebenen Rudolf-Harbig-Gedächtnispreis. 1958 beendete er seine aktive Laufbahn und war danach Sportreferent bei der Solinger Verwaltung. Schade startete bis 1949 für Grün-Weiß-Solingen, dann zwei Jahre für den Barmer TV und anschließend für den Solinger LC. Nach ihm wurde die Sportanlage an der Schaberger Straße benannt (Herbert-Schade-Sportanlage) sowie eine Straße in einem Neubaugebiet an der Solinger Krahenhöhe (Herbert-Schade-Weg). In seiner Wettkampfzeit wog er 65 kg bei 1,79 m Größe.
Schades Sohn Michael war von September 2013 bis Juni 2018 Sprecher der Geschäftsführung der Bayer 04 Leverkusen Fußball GmbH.